# Flicka med kvast
Flicka med kvast är en tjeckoslovakisk fantasy- och komedifilm från 1972 i regi av Václav Vorlíček.

## Handling
Saxana studerar till häxa vid en häxskola. Genom en trollformel kommer hon till den mänskliga världen som hon introduceras till av skolpojken Honza. Hon känner sig allt mer hemmastad och bestämmer sig för att stanna.

## Rollista
- Petra Cernocká - Saxana
- Jan Hrušínský - Honza Bláha
- Jan Kraus - Miky Rousek
- Vlastimil Zavrel - Bohouis Adámek
- Vlastimil Hasek - Pesek
- Vladimír Menšík - pensionerad vampyr, skolvaktmästare
- František Filipovský - Rousek
- Josef Bláha - Häxskolans rektor
- Jirí Lír - botaniklärare
- Míla Myslíková - fru Bláhová
- Stella Zázvorková - fru Vondrácková